# Lam Raya (Montasik)
Lam Raya is een bestuurslaag in het regentschap Aceh Besar van de provincie Atjeh, Indonesië. Lam Raya telt 334 inwoners (volkstelling 2010).